# Вуксан Луковац
Вуксан Луковац (Добри До, 14. мај 1939 — Београд, 5. мај 1993) био је један од најпознатијих српских ветерана југословенске и српске монтаже с краја 20. века.

## Биографија
Дипломирао је на Академији за позориште, филм, радио и телевизију у Београду - одсек филмска и тв монтажа.
Занат за руковање монтажом је изучио у тада већ препознатљивом и славном месту „Кино клуб Београд“, из кога су већ били потекли наши познати редитељи (Живојин Павловић, Тори Јанковић, Кокан Ракоњац, Ђорђе Кадијевић), сниматељи (Бранко Перак, Александар Петковић), монтажери (Марко Бабац), па и теоретичари филма. Његов учитељ је био рано преминули познати редитељ Кокан Ракоњац и он је био прво радио као монтажер ТВ дневника, где је довео и Вуксана Луковца.
Завршио је Академију тек кад је већ постао свуда целом бивше Југославије препознат као цењен монтажер. Говорио је да му је на почетку монтаже сваког филма који је радио било важно „који је први а који последњи кадар филма а да се остало може све добро уклопити“. Био је природни таленат и изузетно је размишљао док је правио решења за сцене јер је по његовом мишљењу „рез само део реченице коју представља у сцени“. Увек је размишљао на нивоу целог филма покушавајући да гледа „велику слику“ која се гради.
Радио је монтажу најпознатијег партизанског филма Сутјеска из 1973. године. Сарађивао је са многобројним редитељима од којих се издвајају: Кокан Ракоњац, Драгослав Лазић, Ђорђе Кадијевић, Боро Драшковић, Драгован Јовановић, Милош Радивојевић, Милан Јелић итд.
Монтирао је још филмовe Горана Марковића, Дејана Караклајића, Бранка Балетића (Балкан експрес, најгледанији филм у СФРЈ 1983. године), тв серију у режији Дарка Бајића Сиви дом (најгледанија у СФРЈ 1986. године) и његов филм Црни бомбардер из 1992. године, итд.
Поред изванредног и великог успеха на играном филму, радио је и монтажу прилога за ТВ дневник до краја свог живота.
Добитник је две Златне арене на Филмском фестивалу у Пули за монтажу филма Светозар Марковић из 1980 и филма Балкан експрес из 1983 године.

## Филмографија
| Год.     | Назив                                      | Улога                     |
| -------- | ------------------------------------------ | ------------------------- |
| 1960.-те |                                            |                           |
| 1962.    | Капи, воде, ратници                        | монтажер                  |
| 1963.    | Град                                       | асистент монтаже          |
| 1964.    | Издајник                                   | монтажер и глумац         |
| 1965.    | Клаксон                                    | монтажер                  |
| 1966.    | Топле године                               | монтажер                  |
| 1967.    | Пошаљи човека у пола два                   | монтажер                  |
| 1967.    | Празник                                    |                           |
| 1968.    | Сирота Марија                              |                           |
| 1968.    | Поход (филм)                               |                           |
| 1968.    | Пре истине                                 |                           |
| 1968.    | ТВ Буквар                                  |                           |
| 1969.    | Хороскоп                                   |                           |
| 1969.    | Музиканти                                  |                           |
| 1970.-те |                                            |                           |
| 1970.    | Хајдучија (филм)                           |                           |
| 1970.    | Србија на Истоку                           |                           |
| 1970.    | Жарки (филм)                               |                           |
| 1971.    | Чудо (филм)                                |                           |
| 1971.    | Нокаут                                     |                           |
| 1971.    | Улога моје породице у свјетској револуцији |                           |
| 1972.    | Бреме (филм)                               |                           |
| 1972.    | Пуковниковица                              |                           |
| 1972.    | Девојка са Космаја                         |                           |
| 1972.    | Слава и сан                                | тв филм                   |
| 1973.    | Сутјеска                                   |                           |
| 1974.    | Димитрије Туцовић (ТВ серија)              | тв серија                 |
| 1975.    | Тестамент                                  |                           |
| 1975.    | Сељачка буна 1573.                         |                           |
| 1976.    | Јагош и Угљеша                             | консултант монтаже        |
| 1977.    | Специјално васпитање                       |                           |
| 1977.    | Љубавни живот Будимира Трајковића          |                           |
| 1977.    | Зовем се Ели                               | консултант монтаже        |
| 1978.    | Мирис земље                                |                           |
| 1978.    | Посљедњи подвиг диверзанта Облака          |                           |
| 1978.    | Тамо и натраг                              |                           |
| 1978.    | Квар                                       |                           |
| 1979.    | Аnno Domini 1573.                          | мини серија               |
| 1979.    | Усијање                                    |                           |
| 1979.    | Национална класа                           |                           |
| 1980.-те |                                            |                           |
| 1980.    | Светозар Марковић (филм)                   |                           |
| 1980.    | Снови, живот, смрт Филипа Филиповића       |                           |
| 1980.    | Мајстори, мајстори                         |                           |
| 1981.    | Светозар Марковић (ТВ серија)              |                           |
| 1981.    | Дувански пут                               | мини серија               |
| 1981.    | Дуелул                                     |                           |
| 1981.    | Дечко који обећава                         |                           |
| 1981.    | Ерогена зона (филм)                        |                           |
| 1982.    | Живети као сав нормалан свет               |                           |
| 1982.    | Вариола вера                               |                           |
| 1983.    | Писмо - Глава                              |                           |
| 1983.    | Балкан експрес                             |                           |
| 1983.    | Ева                                        |                           |
| 1984.    | Лазар                                      |                           |
| 1984.    | Шта је с тобом, Нина                       |                           |
| 1984.    | Уна                                        |                           |
| 1984.    | Пази шта радиш                             |                           |
| 1985.    | Одбојник                                   |                           |
| 1985.    | Тајванска канаста                          |                           |
| 1986.    | Сиви дом                                   |                           |
| 1986.    | Освета                                     |                           |
| 1986.    | Мисс                                       |                           |
| 1987.    | Последња прича (ТВ)                        | супервизор монтаже        |
| 1987.    | Вук Караџић (ТВ)                           | монтажа 2 епизоде         |
| 1987.    | Већ виђено                                 | сарадник режије           |
| 1987.    | Тесна кожа 2                               | сарадник режије           |
| 1987.    | Криминалци                                 | монтажа                   |
| 1987.    | Био једном један Снешко                    | монтажа                   |
| 1987.    | Увек спремне жене                          | монтажа                   |
| 1987.    | Видим ти лађу на крај пута                 | монтажа                   |
| 1987.    | Хајде да се волимо                         | монтажер музичких спотова |
| 1988.    | Ванбрачна путовања                         | сарадник режије           |
| 1988.    | Заборављени (филм)                         | супервизор монтаже        |
| 1988.    | Чавка (филм)                               | сарадник режије           |
| 1989.    | Атоски вртови - преображење                | монтажа                   |
| 1989.    | Сеобе                                      | монтажа                   |
| 1989.    | Последњи круг у Монци                      | монтажа                   |
| 1990.-те |                                            |                           |
| 1991.    | Заборављени (ТВ)                           | супервизор монтаже        |
| 1992.    | Девојка са лампом (ТВ)                     | монтажа                   |
| 1992.    | Проклета је Америка                        | монтажа                   |
| 1992.    | Увод у други живот                         |                           |
| 1992.    | Црни бомбардер                             | филм и мини серија        |
| 1993.    | Горила се купа у подне                     |                           |